# Ophiusa auricularis
Ophiusa auricularis là một loài bướm đêm trong họ Erebidae.